# یو جینگشیائو
یو جینگشیائو (انگلیسی: Yu Jingxiao؛ زادهٔ ۱۶ نوامبر ۱۹۱۱ - درگذشته نامشخص)  بازیکن بسکتبال اهل چین است. وی در بازی‌های المپیک تابستانی ۱۹۳۶ شرکت کرده‌است.